# Équipe d'Écosse de football au Championnat d'Europe 1992
L'équipe d'Écosse de football participe à sa 1er phase finale de championnat d'Europe lors de l'édition 1992 qui se tient en Suède du 10 juin 1992 au 26 juin 1992. Les Écossais se trouvent dans le groupe B et ils sont éliminés en terminant 3e sur 4.

## Phase qualificative
La phase qualificative est composée de cinq groupes de cinq nations et deux groupes de quatre nations. Les sept vainqueurs de poule se qualifient pour l'Euro 1992 et ils accompagnent la Suède, qualifiée d'office en tant que pays organisateur. L'Écosse remporte le groupe 2.
| Rang | Équipe      | Pts | J | G | N | P | Bp | Bc | Diff |  | Résultats (▼ dom., ► ext.) |     |     |     |     |     |
| ---- | ----------- | --- | - | - | - | - | -- | -- | ---- |  | -------------------------- | --- | --- | --- | --- | --- |
| 1    | Écosse      | 11  | 8 | 4 | 3 | 1 | 14 | 7  | +7   |  | Écosse                     |     | 2-1 | 2-1 | 1-1 | 4-0 |
| 2    | Suisse      | 10  | 8 | 4 | 2 | 2 | 19 | 7  | +12  |  | Suisse                     | 2-2 |     | 0-0 | 2-0 | 7-0 |
| 3    | Roumanie    | 10  | 8 | 4 | 2 | 2 | 13 | 7  | +6   |  | Roumanie                   | 1-0 | 1-0 |     | 0-3 | 6-0 |
| 4    | Bulgarie    | 9   | 8 | 3 | 3 | 2 | 15 | 8  | +7   |  | Bulgarie                   | 1-1 | 2-3 | 1-1 |     | 4-0 |
| 5    | Saint-Marin | 0   | 8 | 0 | 0 | 8 | 1  | 33 | -32  |  | Saint-Marin                | 0-2 | 0-4 | 1-3 | 0-3 |     |

## Phase finale

### Groupe 2
| Groupe 2 |           |     |   |   |   |   |    |    |      |
|          | Équipe    | Pts | J | G | N | P | BP | BC | Diff |
| 1        | Pays-Bas  | 5   | 3 | 2 | 1 | 0 | 4  | 1  | +3   |
| 2        | Allemagne | 3   | 3 | 1 | 1 | 1 | 4  | 4  | 0    |
| 3        | Écosse    | 2   | 3 | 1 | 0 | 2 | 3  | 3  | 0    |
| 4        | CEI       | 2   | 3 | 0 | 2 | 1 | 1  | 4  | -3   |

| 12 juin | Pays-Bas | 1 | 0 | Écosse    |
| 12 juin | CEI      | 1 | 1 | Allemagne |
| 15 juin | Écosse   | 0 | 2 | Allemagne |
| 15 juin | Pays-Bas | 0 | 0 | CEI       |
| 18 juin | Pays-Bas | 3 | 1 | Allemagne |
| 18 juin | Écosse   | 3 | 0 | CEI       |

| 12 juin 1992                      | Pays-Bas     | 1 – 0 | Écosse | Ullevi, Göteborg                             |                                              |
| 17:15 · Historique des rencontres | Bergkamp 75e |       |        | Spectateurs : 35 720 Arbitrage : Bo Karlsson | Spectateurs : 35 720 Arbitrage : Bo Karlsson |
| 17:15 · Historique des rencontres | (Rapport)    |       |        | Spectateurs : 35 720 Arbitrage : Bo Karlsson | Spectateurs : 35 720 Arbitrage : Bo Karlsson |

| 15 juin 1992                      | Allemagne                  | 2 – 0 | Écosse | Idrottsparken, Norrköping                     |                                               |
| 17:15 · Historique des rencontres | Riedle 29e · Effenberg 47e |       |        | Spectateurs : 17 638 Arbitrage : Guy Goethals | Spectateurs : 17 638 Arbitrage : Guy Goethals |
| 17:15 · Historique des rencontres | (Rapport)                  |       |        | Spectateurs : 17 638 Arbitrage : Guy Goethals | Spectateurs : 17 638 Arbitrage : Guy Goethals |

| 18 juin 1992                      | Écosse                                          | 3 – 0 | CEI | Idrottsparken, Norrköping                           |                                                     |
| 20:15 · Historique des rencontres | McStay 7e · McClair 16e · McAllister 84e (pen.) |       |     | Spectateurs : 14 660 Arbitrage : Kurt Röthlisberger | Spectateurs : 14 660 Arbitrage : Kurt Röthlisberger |
| 20:15 · Historique des rencontres | (Rapport)                                       |       |     | Spectateurs : 14 660 Arbitrage : Kurt Röthlisberger | Spectateurs : 14 660 Arbitrage : Kurt Röthlisberger |

## Effectif
Sélectionneur : Andy Roxburgh
| No. | Pos.      | Joueur           | Date de naissance et âge | Sélec. | Club              |
| --- | --------- | ---------------- | ------------------------ | ------ | ----------------- |
| 1   | Gardien   | Andy Goram       | 13 avril 1964            | 20     | Glasgow Rangers   |
| 2   | Défenseur | Richard Gough    | 5 avril 1962             | 56     | Glasgow Rangers   |
| 3   | Milieu    | Paul McStay      | 22 octobre 1964          | 57     | Celtic Glasgow    |
| 4   | Défenseur | Maurice Malpas   | 3 août 1962              | 50     | Dundee United     |
| 5   | Attaquant | Ally McCoist     | 24 septembre 1962        | 38     | Glasgow Rangers   |
| 6   | Milieu    | Brian McClair    | 8 décembre 1963          | 23     | Manchester United |
| 7   | Attaquant | Gordon Durie     | 6 décembre 1965          | 19     | Tottenham         |
| 8   | Défenseur | Dave McPherson   | 28 janvier 1964          | 20     | Hearts            |
| 9   | Défenseur | Stewart McKimmie | 27 octobre 1962          | 17     | Aberdeen          |
| 10  | Milieu    | Stuart McCall    | 10 juin 1964             | 17     | Glasgow Rangers   |
| 11  | Milieu    | Gary McAllister  | 25 décembre 1964         | 15     | Leeds United      |
| 12  | Gardien   | Henry Smith      | 10 mars 1956             | 3      | Hearts            |
| 13  | Milieu    | Pat Nevin        | 6 septembre 1963         | 12     | Everton           |
| 14  | Attaquant | Kevin Gallacher  | 23 novembre 1966         | 9      | Coventry City     |
| 15  | Défenseur | Tom Boyd         | 24 novembre 1965         | 9      | Celtic Glasgow    |
| 16  | Milieu    | Jim McInally     | 19 février 1964          | 7      | Dundee United     |
| 17  | Défenseur | Derek Whyte      | 31 août 1968             | 4      | Celtic Glasgow    |
| 18  | Milieu    | David Bowman     | 10 mars 1964             | 2      | Dundee United     |
| 19  | Défenseur | Alan McLaren     | 4 janvier 1971           | 3      | Hearts            |
| 20  | Attaquant | Duncan Ferguson  | 27 décembre 1971         | 2      | Dundee United     |

## Navigation